# Diecezja Chulucanas
Diecezja Chulucanas (łac. Dioecesis Chulucanensis) – diecezja Kościoła rzymskokatolickiego w Peru. Należy do archidiecezji Piura. Została erygowana 12 grudnia 1988 roku przez papieża Jana Pawła II w miejsce istniejącej od 1964 roku prałatury terytorialnej.

## Główne świątynie
- Katedra: Katedra Świętej Rodziny w Chulucanas

## Biskupi
- Juan Conway McNabb OSA (1964–1988 prałat terytorialny, 1988–2000 biskup diecezjalny)
- Daniel Turley OSA (2000–2020)
- Cristóbal Bernardo Mejía Corral (od 2020)